# Památník politických vězňů (Valdice)
Památník politických vězňů ve Valdicích je věnovaný politickým vězňům a obětem komunistického režimu v Československu. Je umístěn před bránou valdické věznice. Byl odhalen 4. června 2009,  autorem je sochař Jiří Sozanský. Památník tvoří sousoší vězně, který je připoután k šikmé stěně, a na něj útočícího psa. Hlavním materiálem je bronz. Odlití bylo provedeno v umělecké slévárně v Horní Kalné.  Náklady na dílo činily 2,5 milionu Kč.

## Historie památníku
První památník politických vězňů a obětí komunismu vytvořil Jiří Sozanský v roce 1990 v areálu věznice v místě bloku pro doživotně odsouzené. Šlo o první dílo svého druhu v postkomunistických zemích. Byl po léta veřejně nepřístupný, roku 2008 byl demontován a jeho pozůstatky byly převezeny do památníku Vojna u Příbrami. Volné místo bylo využito při rozšíření věznice – byly tu postaveny vycházkové dvory a hřiště pro odsouzené s nejtěžšími tresty.
Na veřejném prostranství před věznicí byl postaven památník nový. Podle původního výtvarného záměru autora, vypracovaného ve spolupráci s architektem Davidem Vávrou, za památníkem měla stát ještě přibližně 2,5 metru vysoká betonová zeď. Tuto variantu ale valdičtí zastupitelé dvakrát jednomyslně zamítli z bezpečnostních důvodů. Podle Sozanského ale k zamítnutí došlo z politických příčin a kvůli spjatosti části místních obyvatel s komunistickým režimem. Sozanský dále uvedl, že varianta bez betonové zdi může obci usnadnit případnou budoucí demontáž díla.